# Sinterröhrchenhöhle
Die Sinterröhrchenhöhle bei Deutschfeistritz befindet sich in 400 m ü. A. im Kugelstein nördlich des Hauptortes von Deutschfeistritz und nordwestlich von Peggau, Steiermark in Österreich.

## Lage
Die Sinterröhrchenhöhle befindet sich am östlichen Hang des Kugelsteins an der westlichen Vermauerung des Südportals des Kugelstein-Tunnels der Südbahn durch den Kugelstein. Der Zugang zur Höhle wurde während des Baues des Eisenbahntunnels freigelegt und anschließend wieder vermauert.

## Beschreibung
Die rund 15 Meter lange Sinterröhrchenhöhle verläuft entlang einer in Nordost-Südwest-Richtung streichenden Kluft. Vom Eingang führt ein etwa 4 Meter langer und 1 Meter hoher Gang zu einer Felsspalte. Von der Spalte führt eine 1,5 Meter hohe Stufe zu einem 5 Meter langen, 1,5 Meter breiten und 2 Meter hohen Raum. Der Raum weist weiße Tropfsteine sowie zahlreiche von der Decke hängende und bis zu 0,5 Meter lange Sinterröhrchen auf. An den Raum schließt ein weiterer niedriger Gang an, welcher ebenfalls einige Tropfsteine aufweist.
Der Höhlenboden besteht aus Höhlenlehm sowie Frostschutt.